# Casa Professa
Casa Professa és la denominació d'un tipus d'establiment jesuïta, pel qual es va buscar una denominació diferenciada de la de convent o monestir que utilitzen altres ordes religiosos. També es diferencien explícitament d'un altre tipus d'establiment jesuïta: els col·legis. A causa de les vicissituds històriques que va sofrir la Companyia de Jesús, solen haver estat destinats a altres usos. Jurídicament, aquest tipus de residències va desaparèixer al segle xx, encara que el seu nom s'hagi conservat en algunes d'elles.

## Història
En les Constitucions Ignasi de Loiola introdueix la diferenciació entre "col·legis" i "cases" o "residències". Segons els propòsits del fundador de la Companyia, les cases professes no haurien de tenir cap renda estable, regint-se pels principis de la pobresa radical i depenent de les donacions de benefactors. Els sacerdots jesuïtes que residissin en elles, tots ells profesos del quart vot, exercirien el seu ministeri espiritual i pastoral de manera totalment gratuïta. Els col·legis sí que podrien disposar de rendes pròpies. L'articulació d'ambdues institucions sembla haver estat suggerida per Diego Laínez.
Ja en 1555 Ignacio va expressar (en una carta a Francesc de Borja) la seva preferència per donar prioritat a la fundació de col·legis enfront de les cases professes. A la seva mort, en 1556, només hi havia dues d'elles: la de Roma (fundada en 1540), on ell mateix residia, amb 60 membres; i la de Lisboa (1542), amb 22. Per a aquestes dates hi havia ja 46 col·legis. En l'època de Laínez no es va fundar cap, mentre que en la de Francisco de Borja (quan ja hi havia més de cent col·legis) es van fundar cinc: la de Toledo (1566), la de Valladolid (1567), la de Venècia (1570), la de Burgos (1571) i la de Milà (1572). En l'època de Everardo Mercuriano es van fundar altres cinc: la de Nàpols (1579), la de València (1579), la de Sevilla (1580), la de París (1580) i la de Goa (1580). En l'època de Claudio Acquaviva es va arribar al nombre de 23 cases professes, amb la fundació de la d'Anvers (1616); per llavors hi havia 372 col·legis, 41 "noviciats" i 123 residències d'altres tipus. Cap a 1626, en l'època de Muzio Vitelleschi, van arribar a explicar-se 26 cases professes; des de llavors fins a la supressió de la companyia en 1773 el seu nombre es va estabilitzar entorn de 24, procurant que hi hagués una a cada província de la Companyia de Jesús. Per la seva banda, el nombre dels col·legis i "escolasticados" era de diversos centenars, havent-hi també nombroses "residències apostòliques" en ciutats de diversa importància i missions jesuïtes anés d'Europa.
La primera a reobrir-se va ser la de Palerm (1805); i la de Roma es va restablir amb la restauració de la Companyia en 1814. Més endavant es van reobrir la de Nàpols (1820) i la de Milà (1842). La impossibilitat de continuar amb el concepte tradicional de "pobresa" en el nou context social (intents frustrats a Lió i Marsella) va impulsar un canvi de règim (amb Franz Xaver Wernz en la XXV Congregació General, de 1906- i el papa Pío X -autorització de 1907-) que va permetre l'augment en el nombre de les cases professes: València (1907), Viena (1911), Madrid (1911) i Bilbao (1913).
Noves modificacions reglamentàries, a conseqüència del Concili Vaticà II, es van efectuar en les Congregacions Generals XXXI i XXXII (1965-1966 i 1974-1975). En les Normes Complementàries de 1995, text jurídic que interpreta i adapta les Constitucions, ja no s'esmenta a les cases professes, amb el que es pot considerar desaparegut el concepte.

## Casas professes

### Itàlia
- Casa Professa de Roma, l'església annexa de la qual és la del Gesù.
- Casa Professa de Venècia, l'església annexa de la qual, sota la advocación de la Verge de l'Asunción (Santa Maria Assunta), és anomenada "dels jesuïtes".[9]
- Casa Professa de Milà, l'església de la qual va ser la de Sant Fidel.[10]
- Casa Professa de Nàpols, en la Piazza del Gesù Nuovo.[11][12][13] Les esglésies jesuïtes a la ciutat van ser les trucades "del Gesù vecchio" (o "de la Immaculada de Do Plácido") i "del Gesù nuovo" (o "de la Trinitat Major").[14][15]
- Casa Professa de Palerm, l'església de la qual és la del Gesù, localitzada en la Piazza Casa Professa.[16]
- Casa Professa de Messina, l'església de la qual és la de Sant Nicolás dels Gentilhombres (Sant Nicolò dei Gentiluomini)[17]

### Península Ibèrica
- Casa Professa de Lisboa, l'església annexa de la qual és la de Sant Roc.[18] Tant la Casa com l'església van ser cedides a la Santa Casa dona Misericòrdia de Lisboa; actualment allotgen el Museu de Sant Roc.[19][20]
- Casa Professa de Toledo, posteriorment incorporada a la Real Universitat de Toledo. L'església dels jesuïtes va ser la de Sant Ildefons.[21]
- Casa Professa de Valladolid, l'església de la qual és actualment la de San Miquel i Sant Julià.
- Casa Professa de Burgos "que després es va mudar en col·legi, per no poder sustentar-se sense tenir renda".[22]
- Casa Professa de València, l'església de la qual va ser la del Sagrat Cor de Jesús... "formava part d'un conjunt de construccions que la Companyia de Jesús disposava en aquest lloc i que era i segueix sent residència de pares jesuïtes. ... L'església va ser construïda entre 1595 i 1631 en el lloc triat per Sant Francisco de Borja per a la fundació de la citada casa... La casa professa o dependències comunitàries van ser construïdes entre 1668 i 1669, amb el que el conjunt va adquirir la seva configuració definitiva. ... [Després de 1767] la Casa Professa queda buida en ser confiscats els seus béns pel govern. Els locals són usats per a diferents usos a qual més curiós; no obstant això destaca la utilització com a Arxiu del Regne entre 1810 i 1963. En 1868 durant la revolució coneguda com "La Gloriosa" l'església ... va ser derruïda ... L'ordre de demolició va ser donada pel llavors governador de València, José Peris i Valero... en 1886, es va construir [el] nou temple, segons plànols de Joaquín María Belda Ibáñez."[23]
- Casa Professa de Sevilla, al Carrer de la Companyia (actualment anomanada Calle Laraña); un edifici de Bartolomé Bustamante (1565) amb pintures de Girolamo Lucenti de Correggio.[24] Després de l'expulsió de 1767 va ser transformada en Universitat Literària (Universitat de Sevilla). La seva capella va ser l'església de l'antic col·legi jesuïta, que la seva advocación (l'Anunciació) va conservar.
- Casa Professa de Madrid, que va estar inicialment (1617) en el Passeig del Prat (al costat del palau del Duc de Lerma, que els va confiar la custòdia del cos de San Francisco de Borja -avi del Duc-), i posteriorment (1627) en la Placeta de Herradores.[25] En 1769, a conseqüència de l'expulsió, l'edifici va passar al Oratorio de Sant Felip Neri (que des de 1660 es trobava a la Plaça de l'Àngel). L'edifici de Herradores va ser derrocat després de la Desamortització (1836) per construir el Mercat de Sant Felipe, que posteriorment va ser derrocat per construir habitatges.[26][27] Quant a la nova Casa Professa, es va emplaçar al Carrer Isabel la Catòlica. Va sobreviure al traçat de la Gran Via que inicialment exigia la seva demolició, però va ser destruïda en la crema de convents de 1931; el seu solar ho ocupa l'Edifici Lope de Vega (incloent el Teatre Lope de Vega). Des de la postguerra, les seves funcions es duen a terme als edificis annexos a l'església de San Francisco de Borja. No ha de confondre's amb altres institucions jesuíticas de Madrid: el Noviciat (Calle del Noviciado, Universitat de Madrid), el Col·legi Imperial (Seminari de Nobles o Reals Estudis de San Isidre, el seu col·legi va ser l'actual col·legiata de San Isidre) o el ICAI (1908).
- Casa Professa de Bilbao. No ha de confondre's amb el Col·legi de Sant Andreu (actual església dels Sants Joans). Amb la restauració de la Companyia de Jesús es va establir una residència de jesuïtes annexa a l'església del Sagrat Cor i, com a centre educatiu, la Universitat de Deusto.

### Resta d'Europa
- Casa Professa de Viena, l'església de la qual va ser la Kirche am Hof.[28] No ha de confondre's amb l'església dels jesuïtes de Viena (Jesuitenkirche).[29]
- Casa Professa de París, posteriorment Escola Central del carrer Saint Antoine i en l'actualitat Lycée Charlemagne.[30] La seva església era anomenada Sant Luis dels jesuïtes, i actualment es denomina de Sant Pere i Sant Luis.[31]
- Casa Professa d'Anvers. "[En 1607], a Anvers, les classes es van traslladar a un nou edifici, l'hotel Van Lyre, mentre els pares que van quedar a la casa de Aix van constituir una residència que es convertiria a casa professa en 1616".[32] La seva església va ser la de Sant Carlos Borromeo.[33]
- Casa Professa de Varsòvia.[34] La seva església és la de la Graciosa Mare de Déu.[35]

### Fora d'Europa
- Casa Professa de Goa, "lloc clau a la xarxa de les missions en l'Àsia oriental". A la mateixa ciutat, el Col·legi de Sant Pablo i la Basílica del Bon Jesús.
- Casa Professa de Mèxic, l'església de la qual, actualment sota la denominació de Oratori de Sant Felip Neri, segueix rebent el nom de "La Profesa". En aquesta Casa Professa, el pare Pedro Sánchez va fundar en 1596 la Congregació del Diví Salvador. Vegeu també Pinacoteca de la Professa i Conspiració de la Professa.
- Casa Professa de Lima, l'església de la qual va ser la de La nostra Senyora dels Desemparats. Alonso Messia Bedoya, provincial de Quito en 1705, va ser el seu Prepòsit.

## Galeria d'imatges

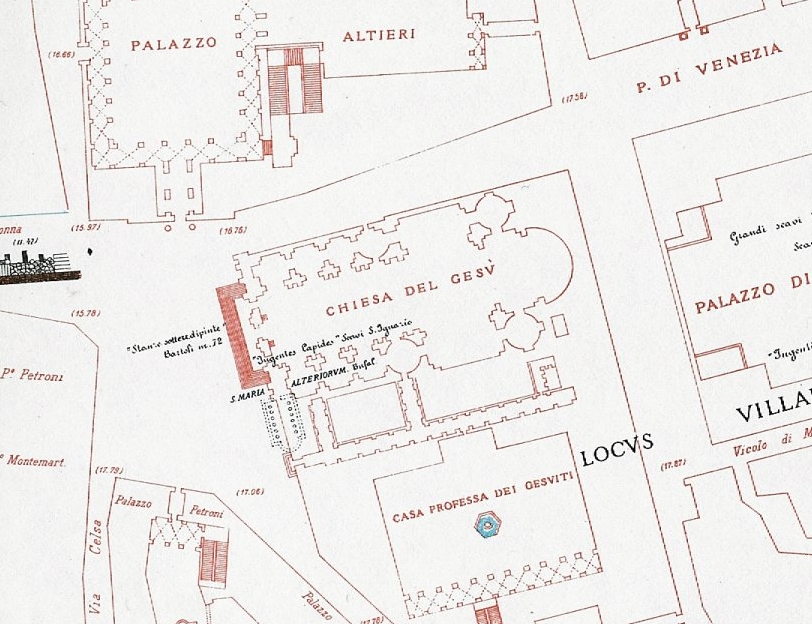
Planta de la Casa Professa de Roma, al costat de l'església del Gesù.
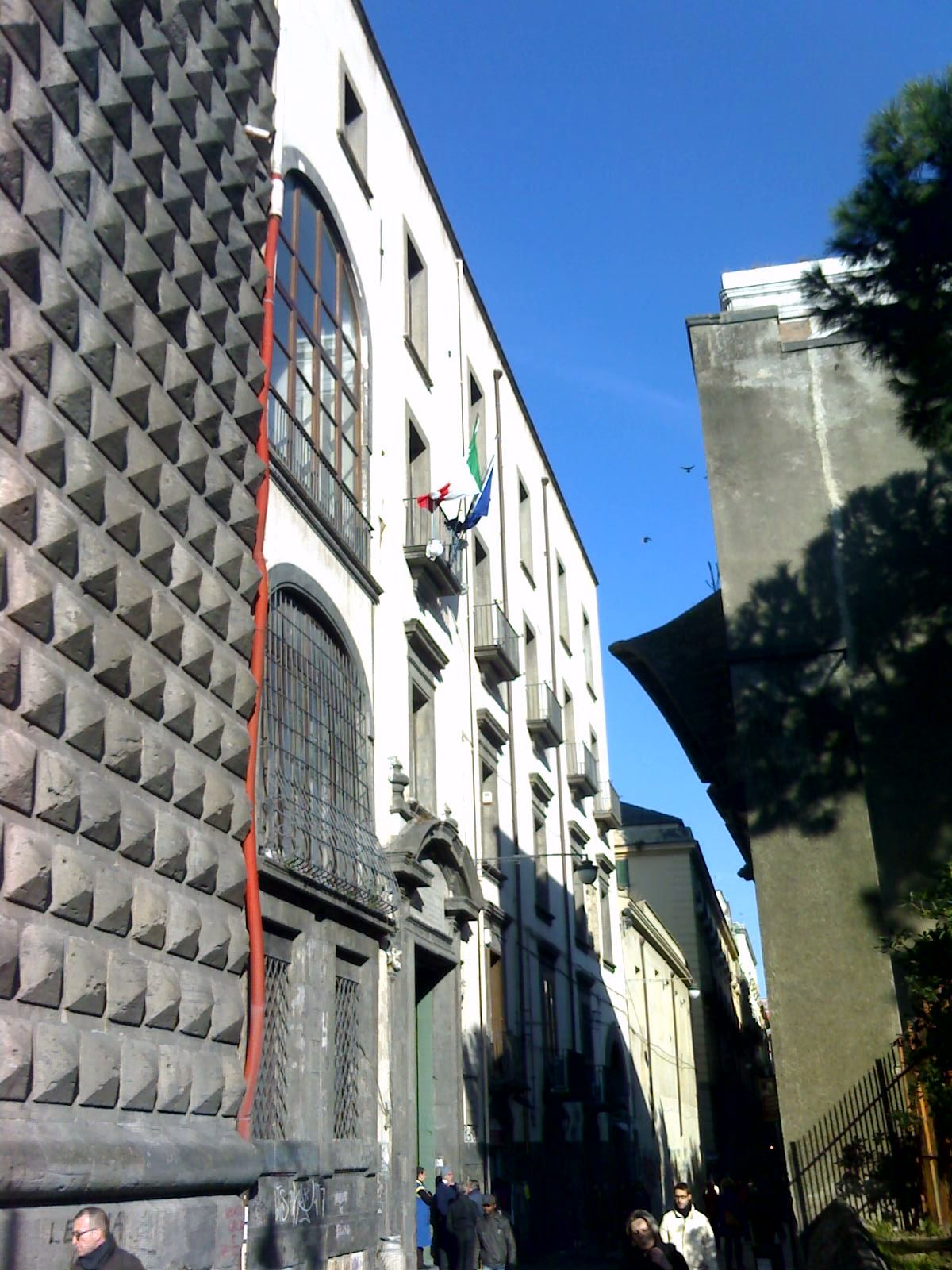
Casa Professa de Nàpols.
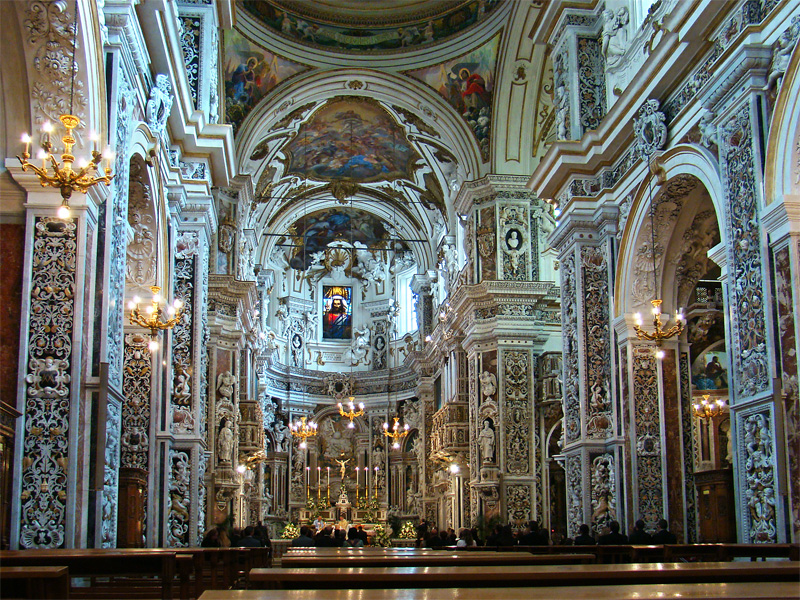
Interior del Gesù, l'església de la Casa Professa de Palerm.
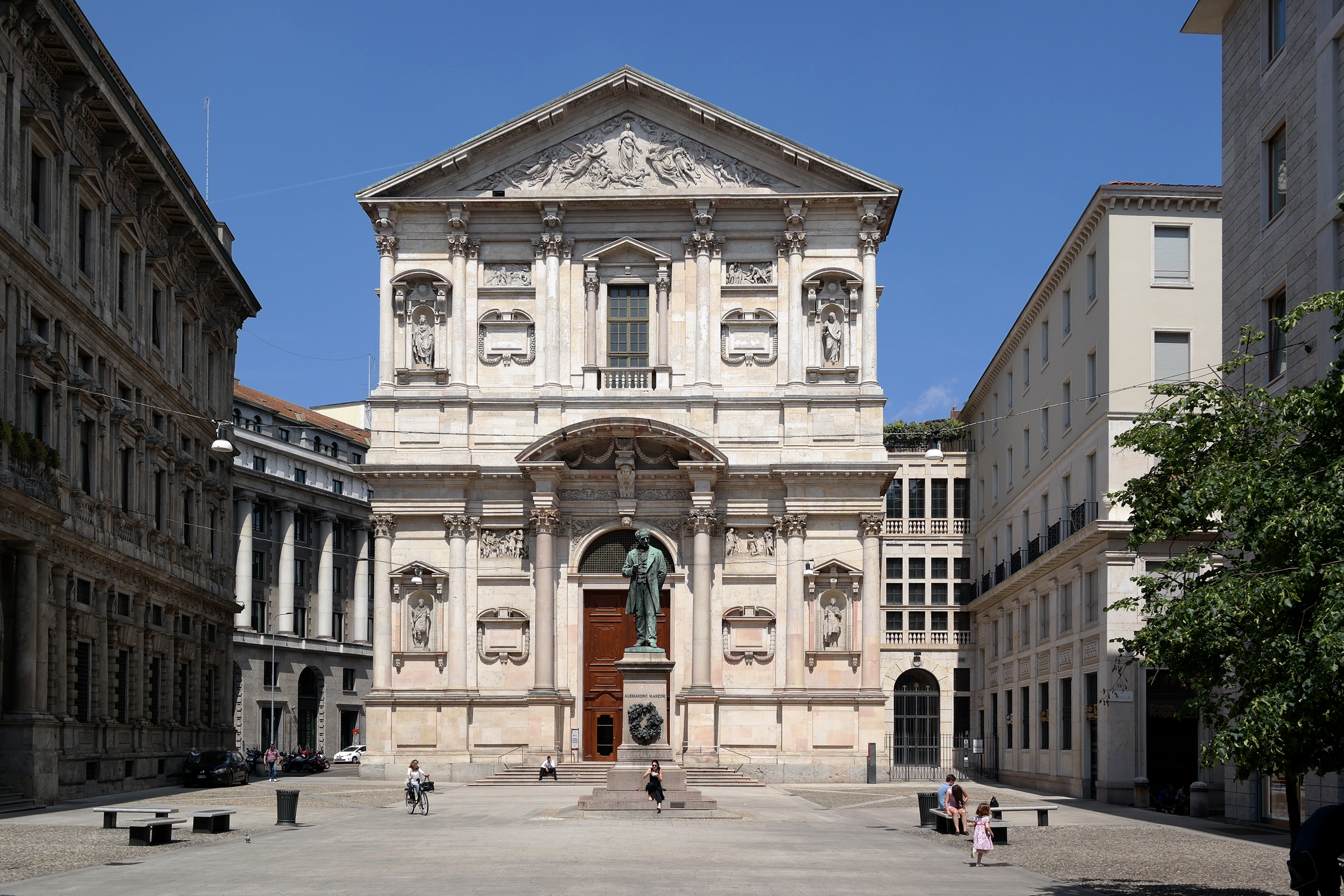
Façana de Sant Fidel, l'església de la Casa Professa de Milà.
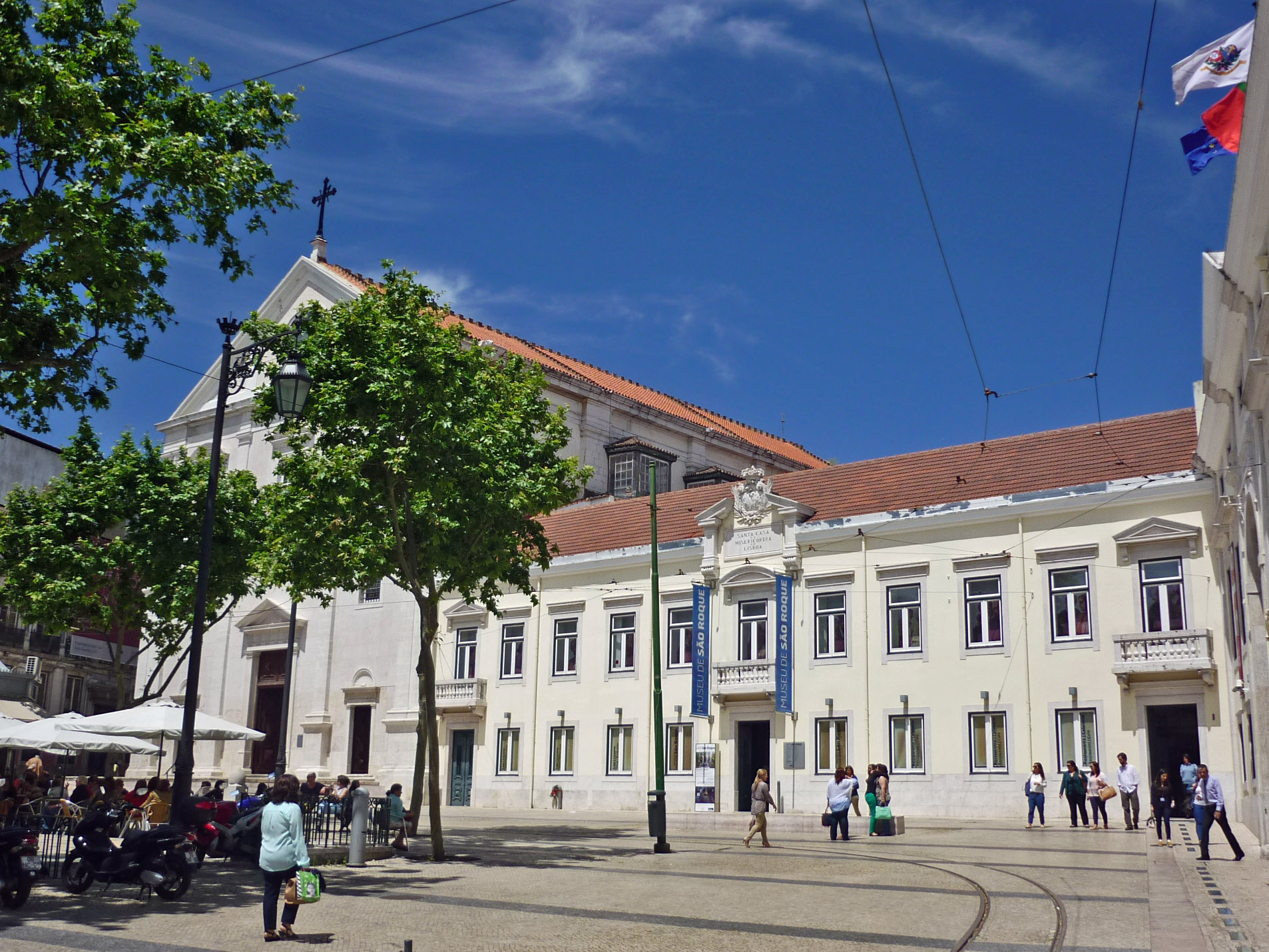
Casa Professa de Lisboa, al costat de l'església de Sant Roc.
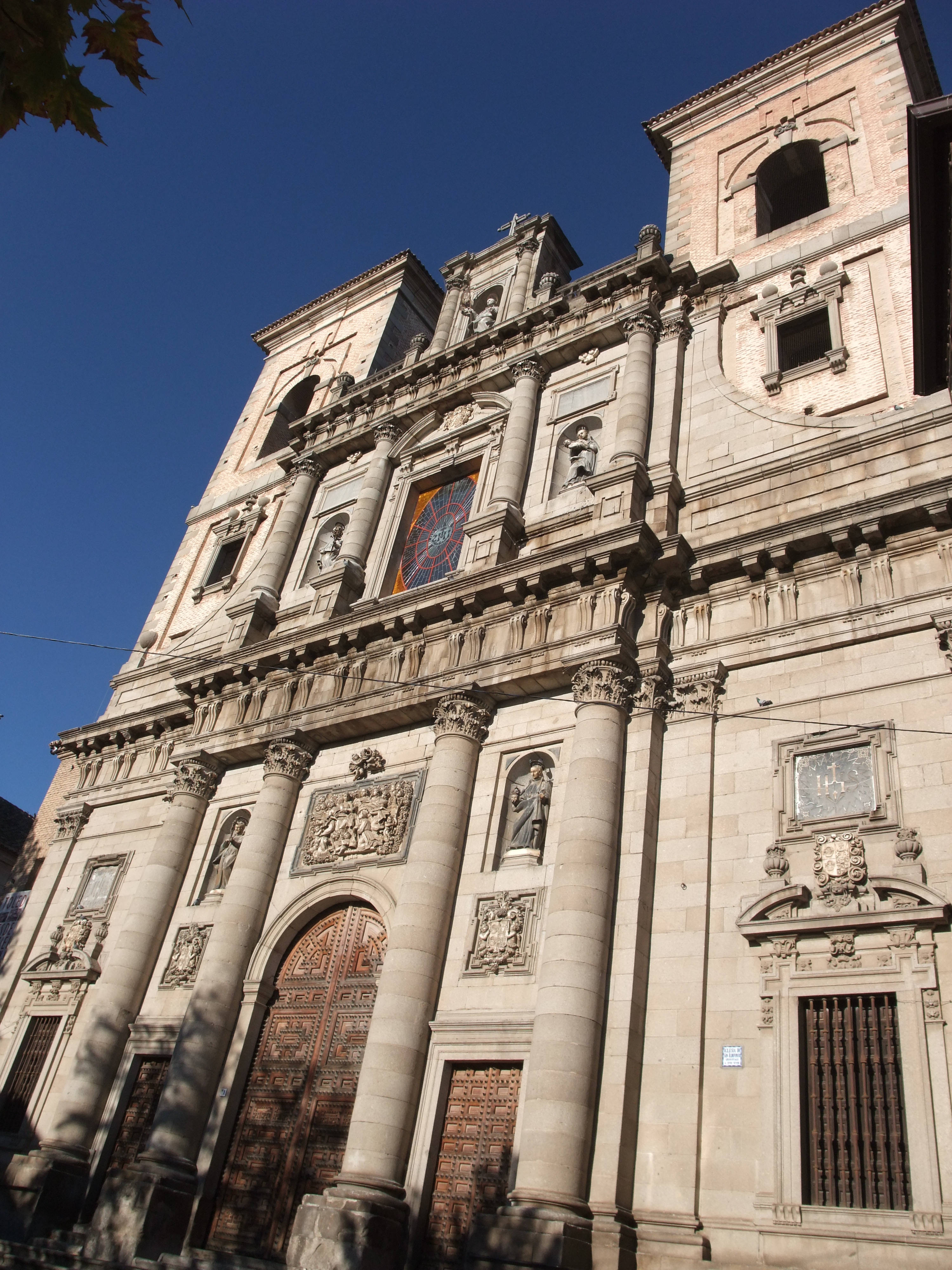
Façana de San Ildefonso, l'església de la Casa Professa de Toledo.
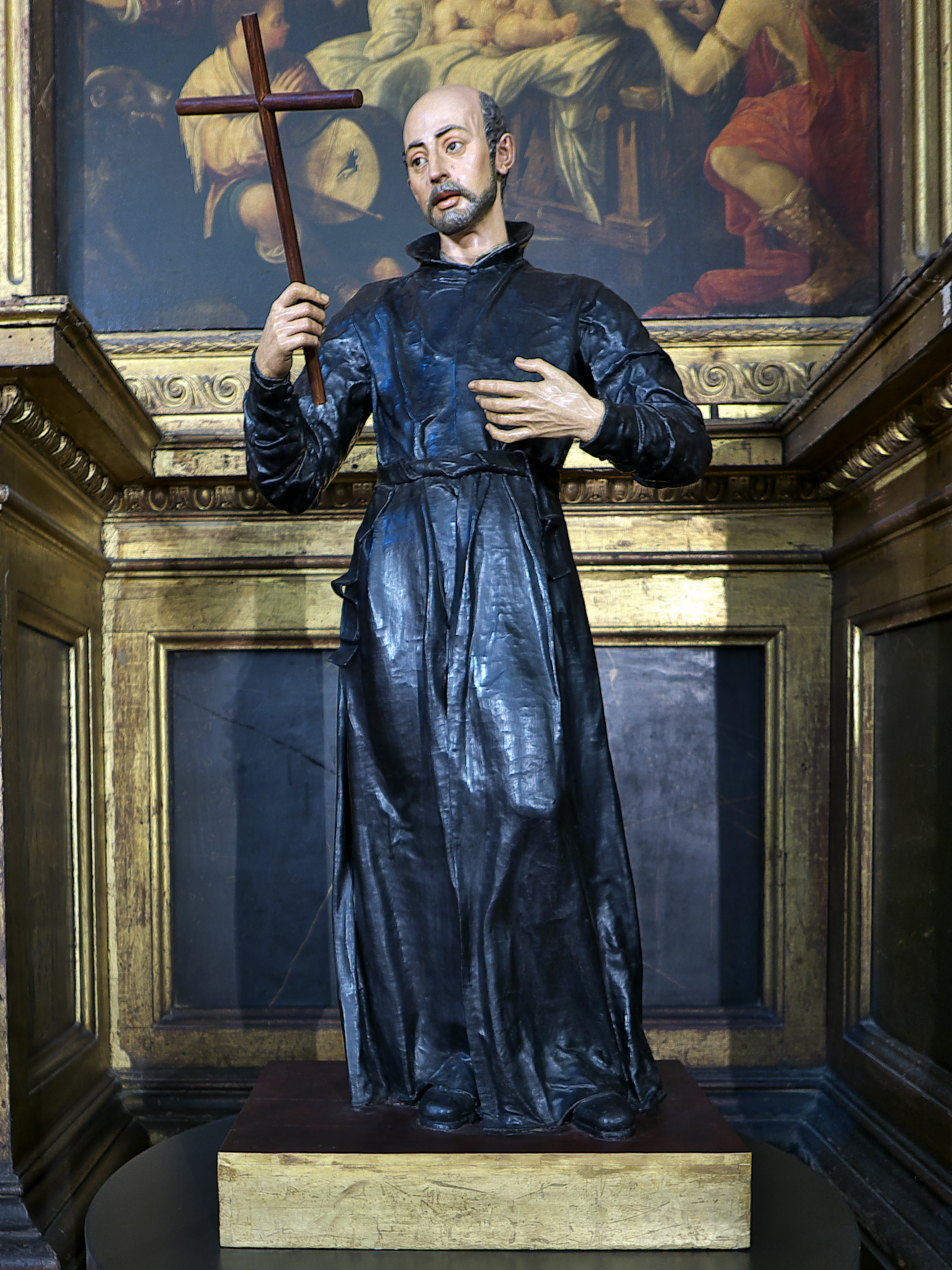
Imatge de Sant Ignasi, de Juan Martínez Montañés i Francisco Pacheco, a l'església de la Casa Professa de Sevilla.
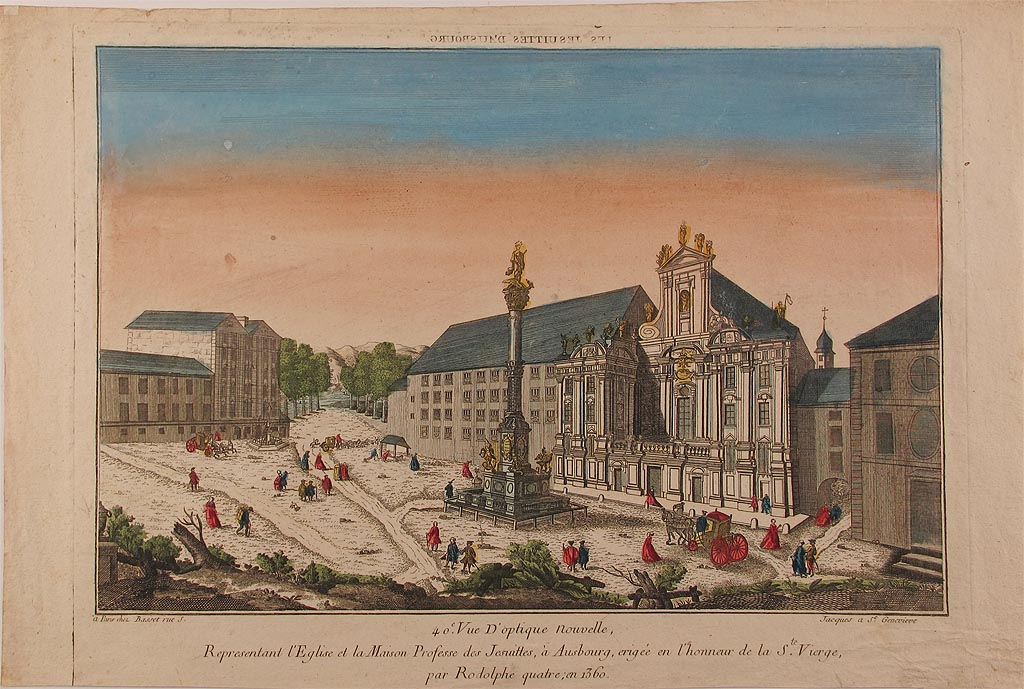
Casa Professa de Viena.
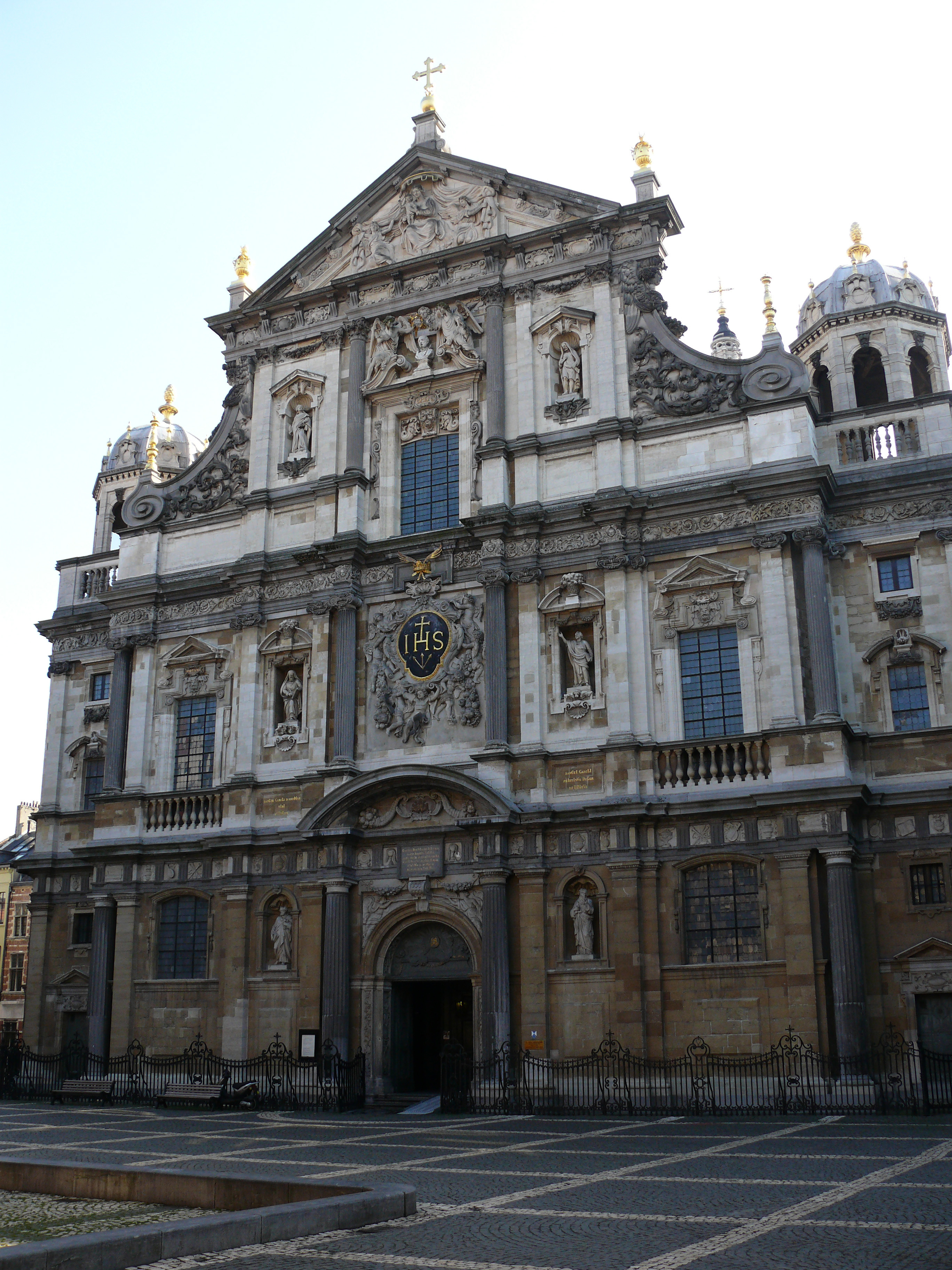
Façana de Sant Carles Borromeu, l'església de la Casa Professa d'Anvers.
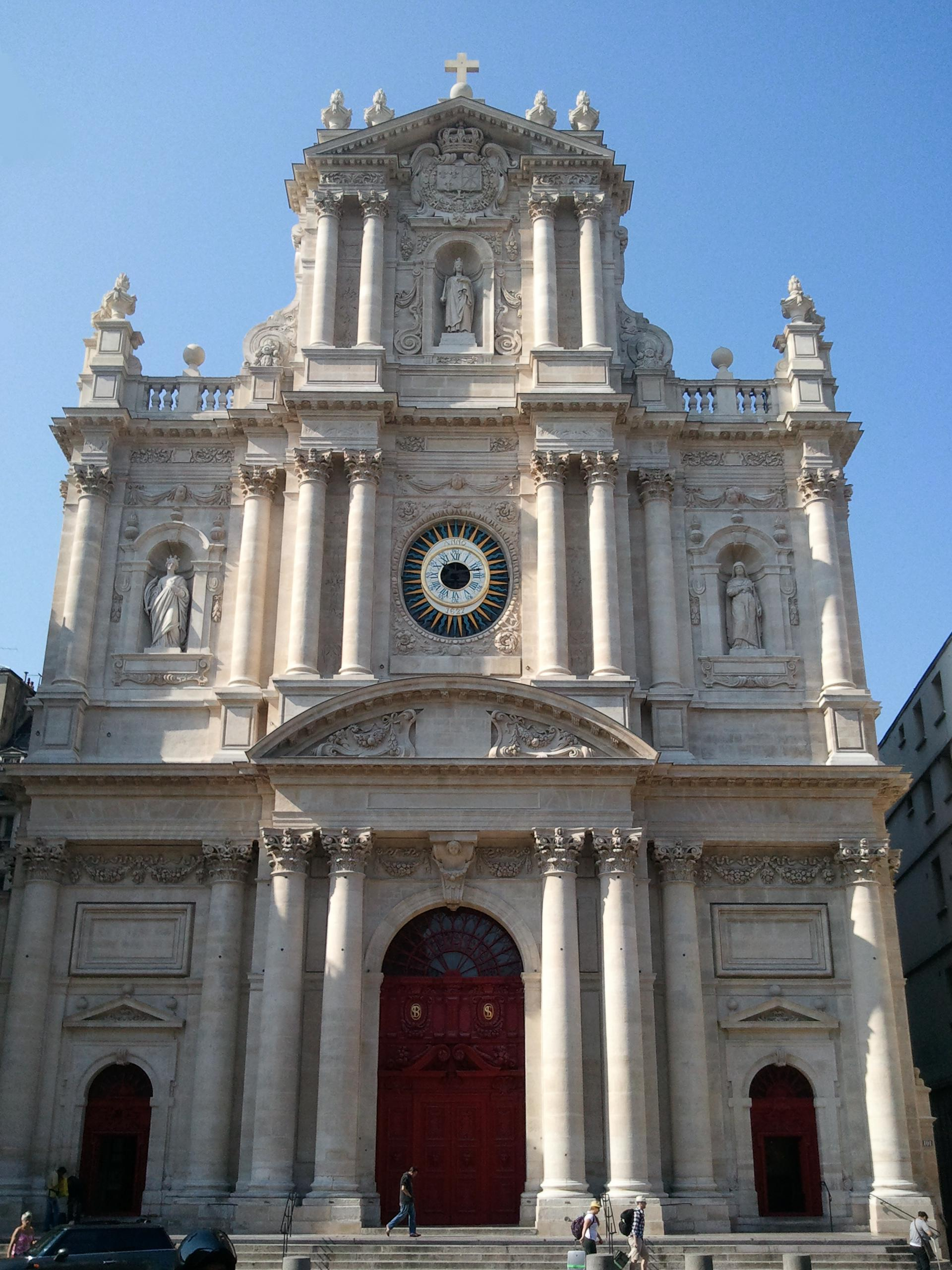
Façana de "Sant Lluís dels jesuïtes", l'església de la casa professa de París.
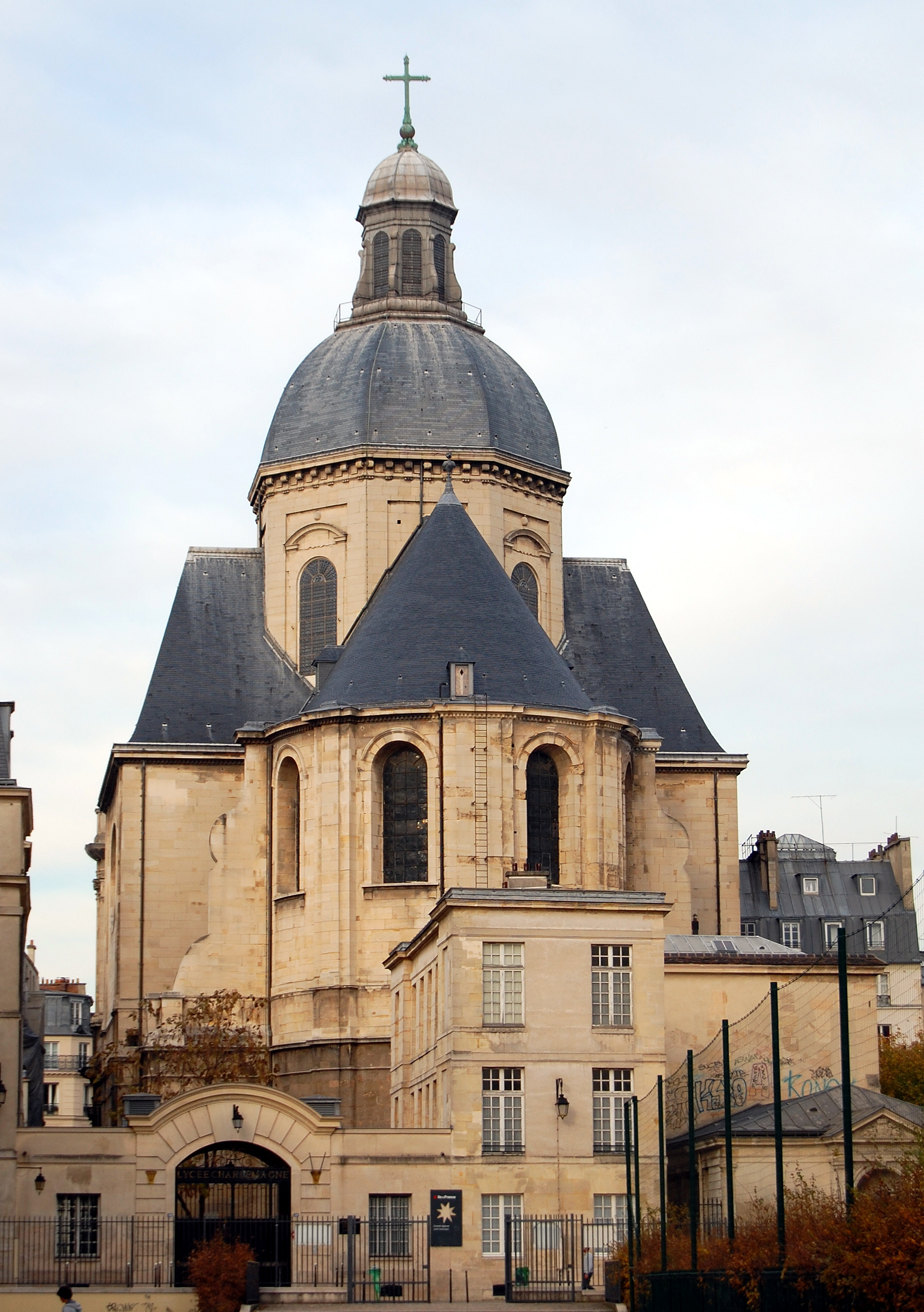
Ídem, capçalera, amb l'entrada de l'actual Lycée Charlemagne.
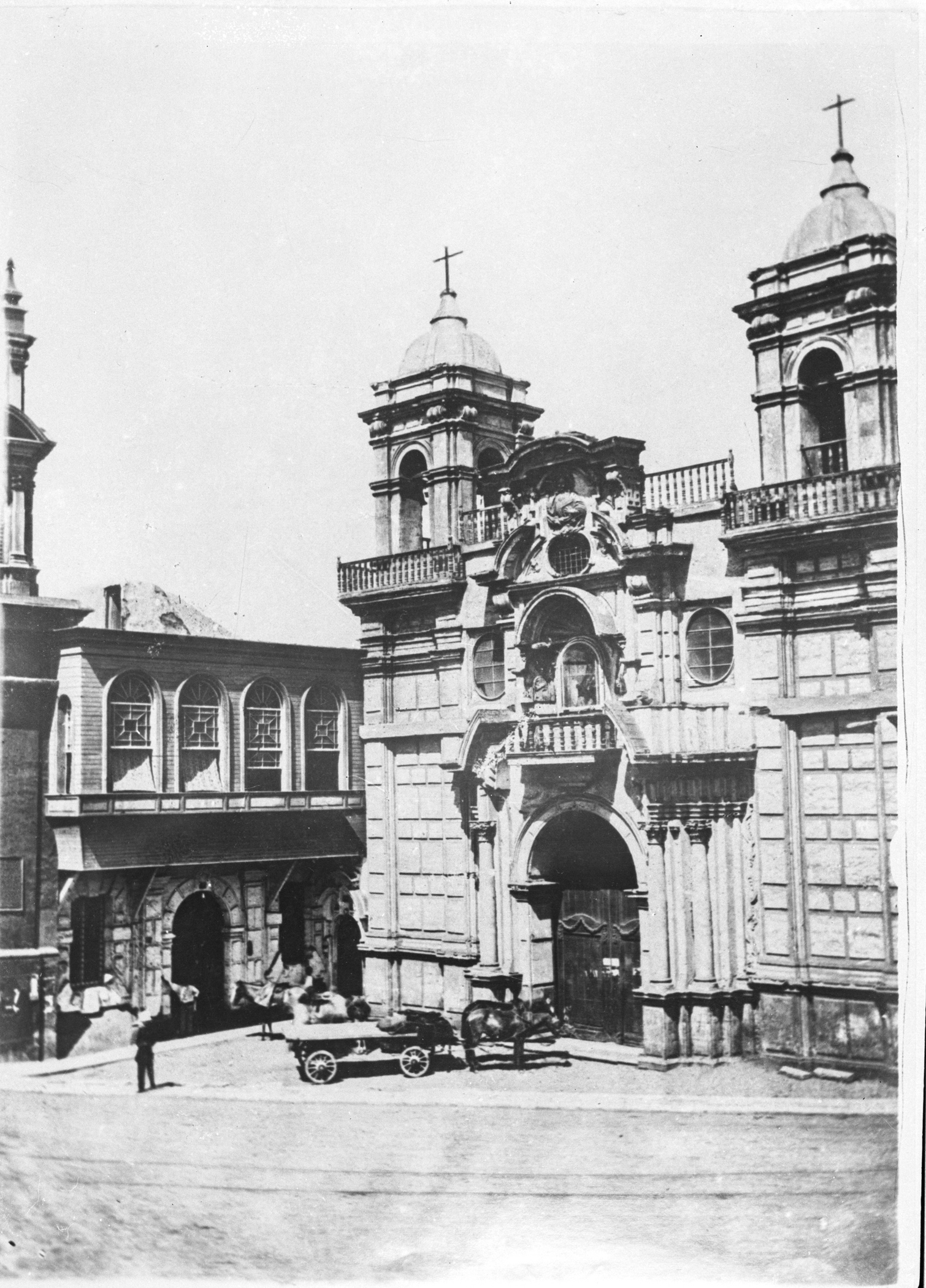
Antiga església de Nuestra Señora de los Desamparados de Lima.
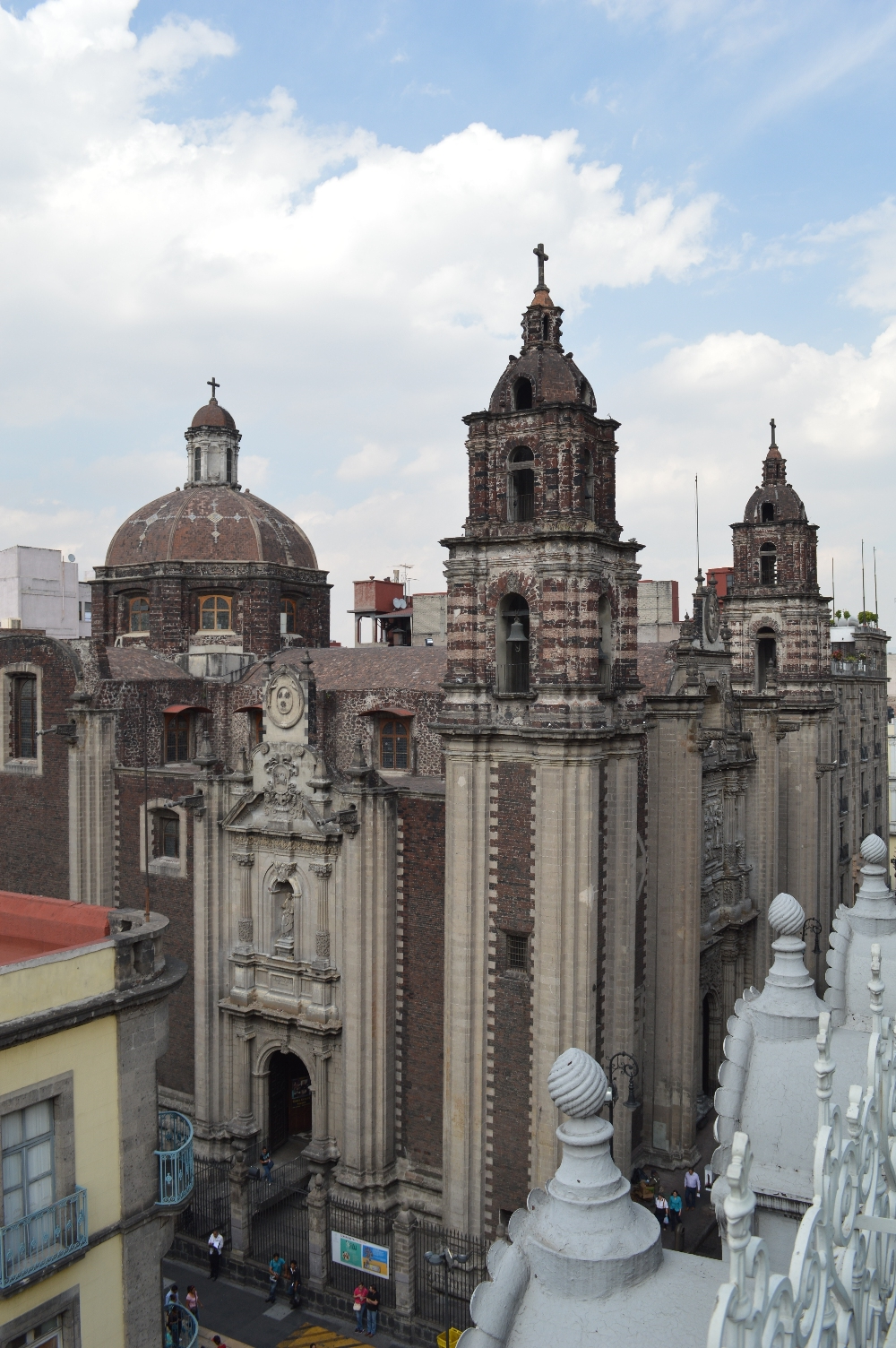
La Professa de Mèxic.